# 早川一家
『早川一家』（はやかわいっか）は、赤川次郎の推理小説のシリーズの一つである。

## シリーズ内容
平穏な中流階級の家庭に見える早川家はじつは大変な構成の一家。そんな一家が巻き起こしたり、巻き込まれたりする喜劇あり、悲劇ありのユーモアミステリー。

## 登場人物リスト
早川 圭介早川家の次男。もとは医者を目指していたが、家族の裏の顔を知り、"もしも"に備えて弁護士になる。唯一家族の裏の顔を知る。
早川 岐子圭介の妻。第1作で恋に落ち、2作目では事件に巻き込まれるが、3作目には育児に追われている。
早川 克己早川家の長男。表向きはルポライターだが、真の顔は殺し屋。
早川 美香早川家の長女で圭介・克己の妹。普段はインテリア・デザイナーをしているが、実は持ち前の美貌を生かした百の顔を持つ詐欺師。
早川 正実早川家の三男で末息子。熱血で正義感が強い警察官。
早川 リル子正実の妻。2作目で正実とお見合いをし、そのあまりにも特徴的な性格に惚れ結婚。思い込んだら突き進む性格で、良くも悪くも早川家にマッチしている。
早川 香代子早川家の母親で女手ひとつで子供たちを育てている。美術商を営む傍ら大泥棒の親分をしている。

## シリーズ作品
ひまつぶしの殺人
一見平和な早川家は実は、泥棒、殺し屋、弁護士、詐欺師、警察官という大変な構成の一家。家族の裏の顔を知っているのは次男の圭介（けいすけ）のみ。
そんな中、謎の石油王で宝石収集家の橘源一郎が中東から帰国というニュースが入り、家族の関心が橘と宝石に集中するのを見て嫌な予感がする圭介。そして事件は橘が泊まるホテルVIPで起こるのであった。
やりすごした殺人
三男・正実（まさみ）は自分のミスから被疑者とそのそばにいた民間人を殺されてしまい、しょげていたのを長男・克己（かつみ）に見合いに引っ張り出され、見合い相手の太田リル子に恋してしまう。また、第1作「ひまつぶしの殺人」で次男・圭介と恋におちた岐子（みちこ）は、圭介と結婚して幸せな新婚生活を送り、子供も身ごもっていたが、何者かに誘拐されてしまう。その背後にあるのは……。
とりあえずの殺人
長男・克己は"仕事"の依頼人を手に掛ける。そこを偶然知り合った女子大生に見られてしまう。彼女は三男・正実の妻となったリル子が通う大学生で、克己は学園祭に託けて大学へ。そこには長女・美香もいた。クライアントの娘の所属する演劇を見に来たというが、そこで殺人事件が起きてしまう。やがては、事件の裏に隠れる愚かな欲望と悲しき絆を垣間見る。